# Úsilné
Úsilné (v místním nářečí Voselno) je obec ležící v okrese České Budějovice v Jihočeském kraji, zhruba 5 km severovýchodně od centra Českých Budějovic. Žije zde 496 obyvatel. Úsilné protíná potok Stoka, který se pak vlévá do severozápadně od obce protékajícího potoka Kyselá voda.

## Historie
První písemná zmínka o vsi (Hoslowe) pochází z roku 1333, kdy král Jan Lucemburský věnoval sedm lánů zdejší půdy českobudějovickému špitálu sv. Václava. Po staletí se ves nazývala Oselno (Voselno, Oselné), úřední změna názvu do nynější podoby byla schválena v roce 1924 na žádost občanů, kterým se stávající jméno zdálo urážlivé (podobně motivovaným přejmenováním prošla v téže době kupříkladu obec Olovnice).
Po zrušení poddanosti panství Hluboká tvořilo tehdejší Oselno v letech 1850 až 1891 osadu v rámci obce Hůry, následně se stalo samostatnou obcí, jíž zůstává dodnes vyjma období od 1. dubna 1976 do 23. listopadu 1990, kdy Úsilné spadalo pod obec Hrdějovice. Do roku 1954 byla součástí Úsilného i část území dnešního Borku.

## Současnost
Do Úsilného lze dojet od Nemanic, Borku nebo po odbočení ze čtyřproudé silnice I/34 na silnici, která vede z Libníče. V obci pracují spolky myslivců a hasičů, nachází se zde lidová knihovna a mateřská škola.
V Úsilném je fotovoltaická elektrárna o výkonu 2.916 MW.
Úsilným prochází naučná stezka Člověk a krajina.
V obci je také fotbalový tým SK Úsilné, který vznikl v roce 1938. Aktuálně působí v 9. nejvyšší soutěži. V roce 2024 došlo na místním fotbalovém hřišti ke slavnostnímu otevření nových kabin. 

## Pamětihodnosti
- Eliášova dědičná štola – někdejší odvodnění rudolfovských stříbrných dolů ze 16. až 18. století . Po rekonstrukci zahájené v létě 2008 byla zpřístupněna veřejnosti.
- Kaple sv. Václava, pseudogotická z roku 1900, vyzdobená zobrazeními křížové cesty od akad. malířky a grafičky Renaty Štolbové
- Statky ve stylu selského baroka (zejména č.p. 1 U Sukdolů a č.p. 9 U Prokšů)
- Boží muka u silnice na Nemanice
- Boží muka při polní cestě na Libníč
- Kamenný kříž u též cesty
- Křížek směrem k Borku
- Pomník padlým ve válce

## Osobnosti
- Jakob Ambrož (1847–1921) – rodák z Úsilného čp. 25, učitel ve Strýčicích, jehož zpráva ve strýčické kronice o smrti syna Johanna padlého v roce 1915 se nachází a v Bavorském státním archivu[7]
- Josef Bartuška (1898–1963) – učitel, fotograf a básník působící v obci od roku 1922[8][9]
- František Hrubý (1916–1972) – malíř, zakladatel místního sportovního klubu a činovník národopisného souboru Lučina[8]
- Bohumír Mráz (1930–2001) – historik a teoretik umění, kurátor, překladatel, středoškolský a vysokoškolský pedagog a redaktor.
- Bohumil Němec (1922–1991) – rodák z Úsilného, fotbalový brankář SK České Budějovice, jednatel a předseda Tělovýchovné jednoty Úsilné[10]
- Gerhard Jan Nýdl – rodák z Úsilného, kněz, mnich v klášteře ve Vyšším Brodě, umučen gestapem v roce 1943[10]
- Jan Rafael Schuster (1888–1981) – malíř, grafik a pedagog mj. v Úsilném[11][10][12][13]

## Galerie

Úsilné
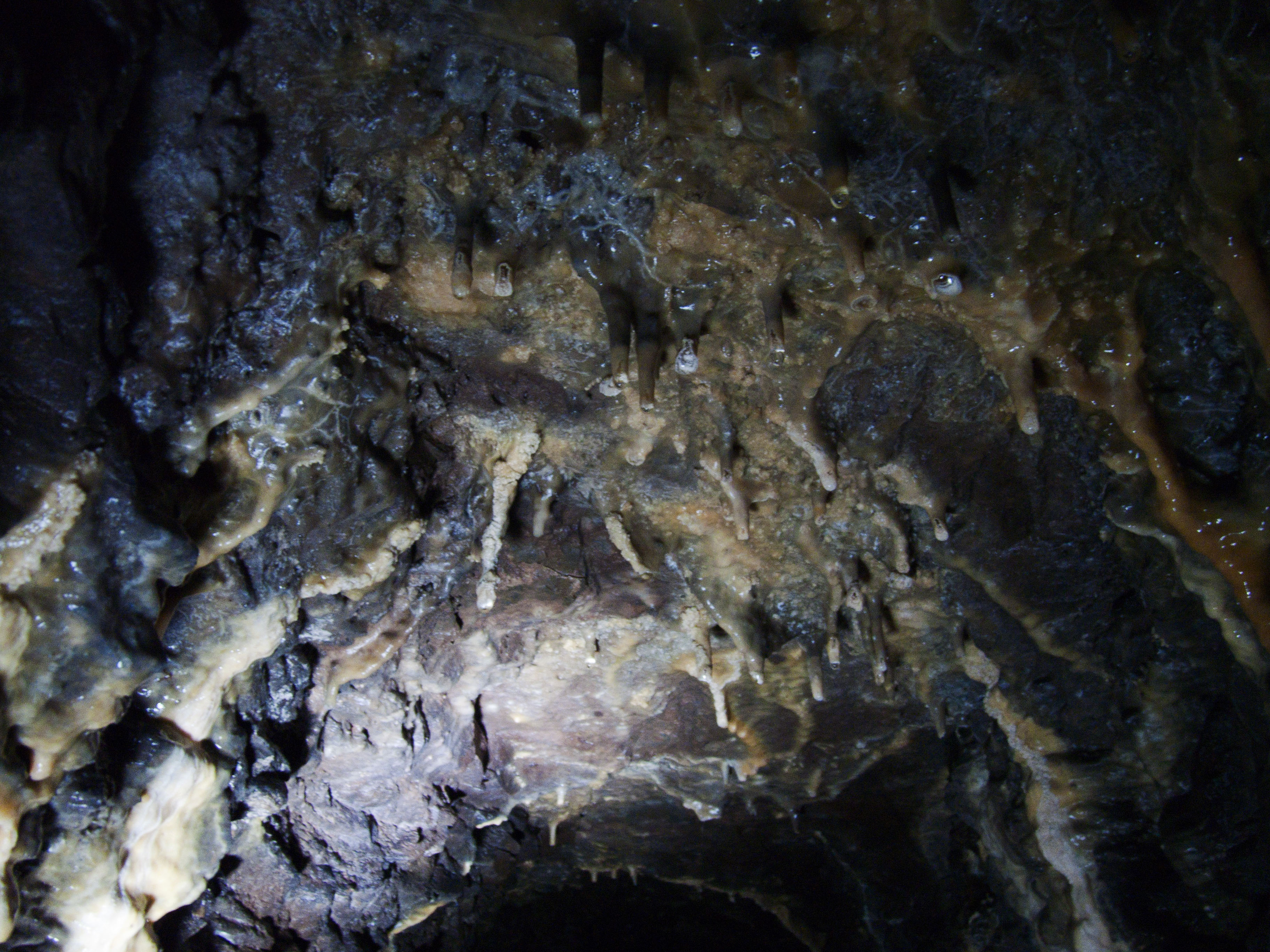
Stalaktity v Eliášově štole
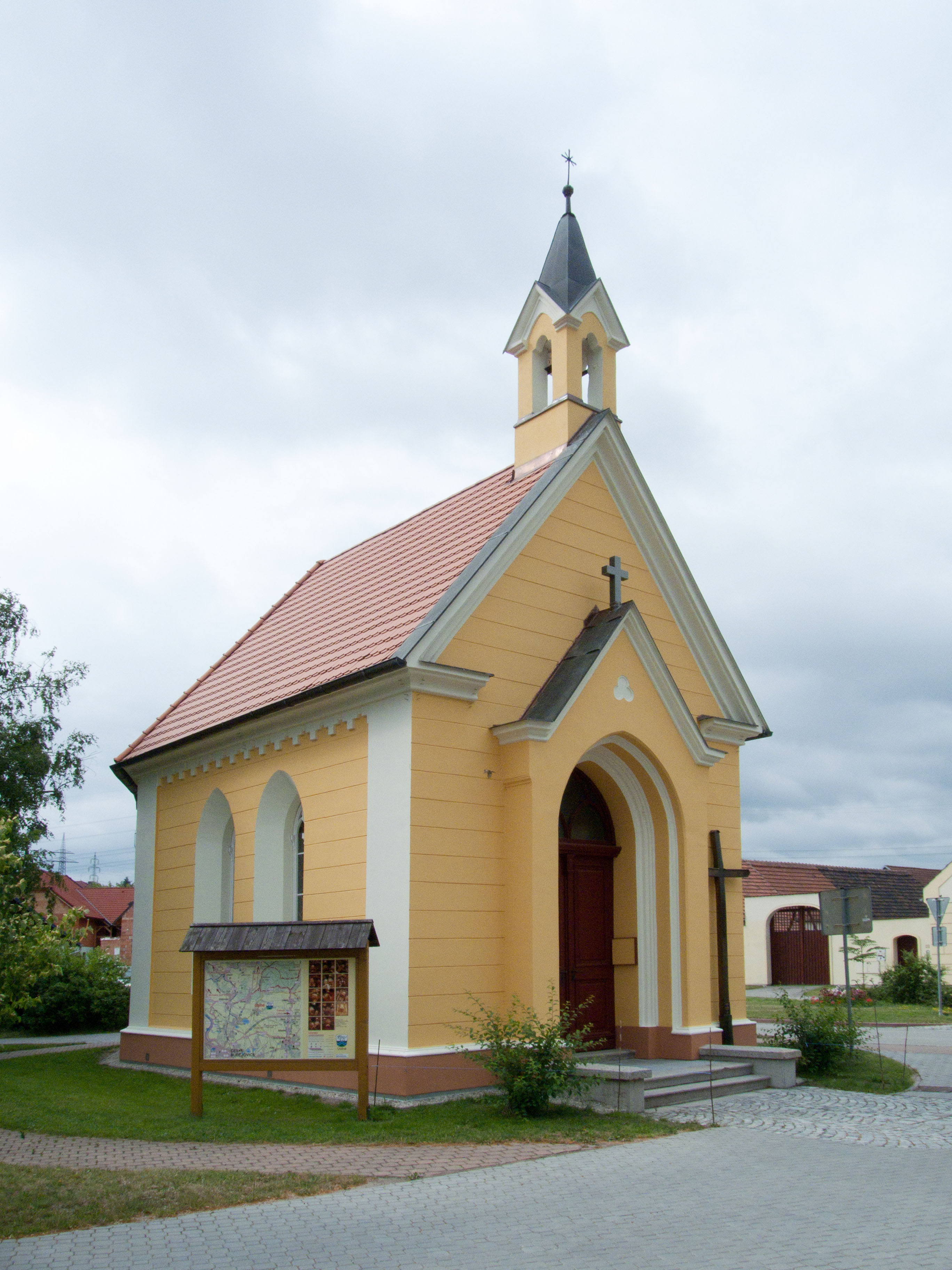
Kaple sv. Václava
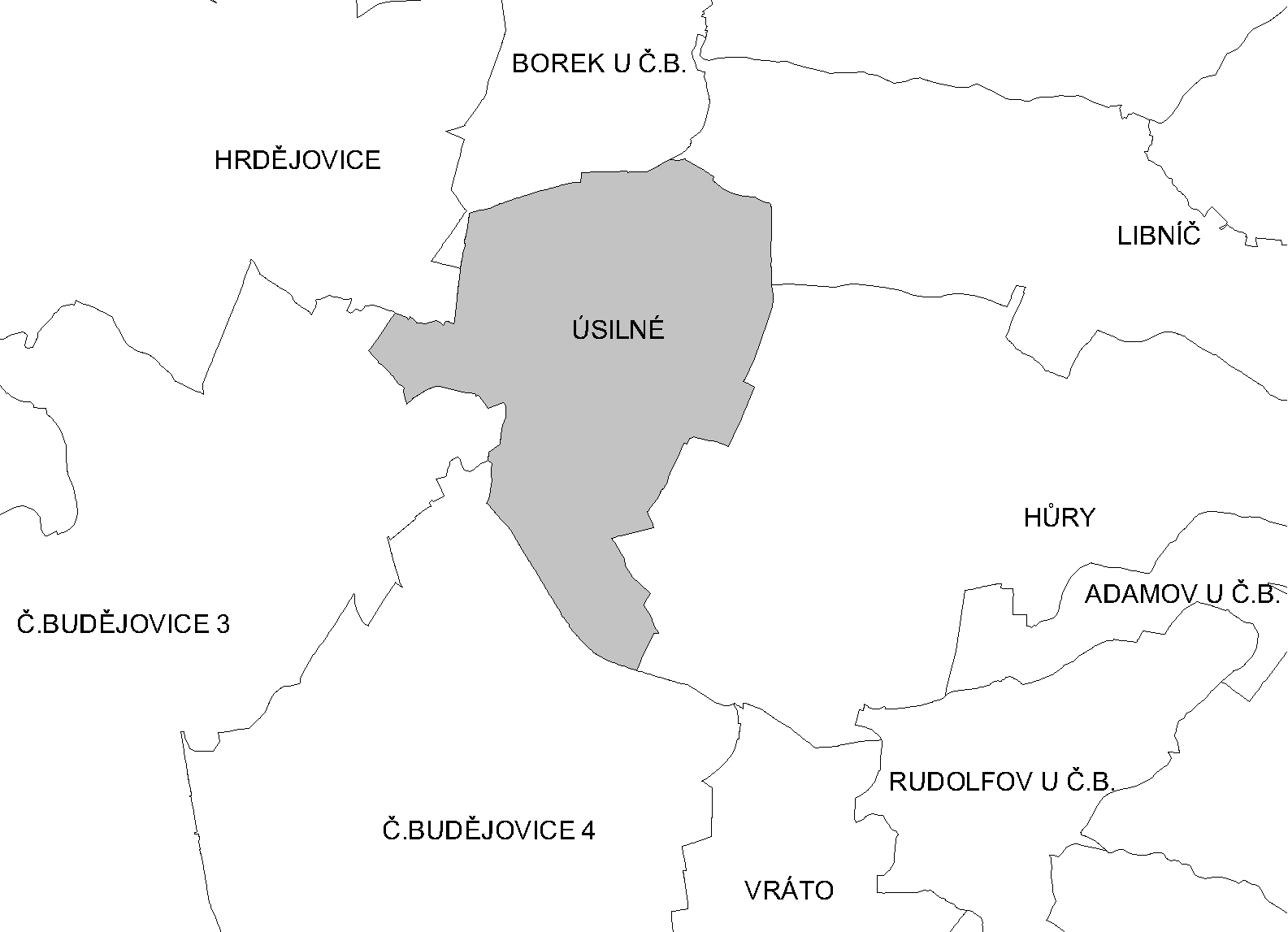
Katastrální území Úsilného
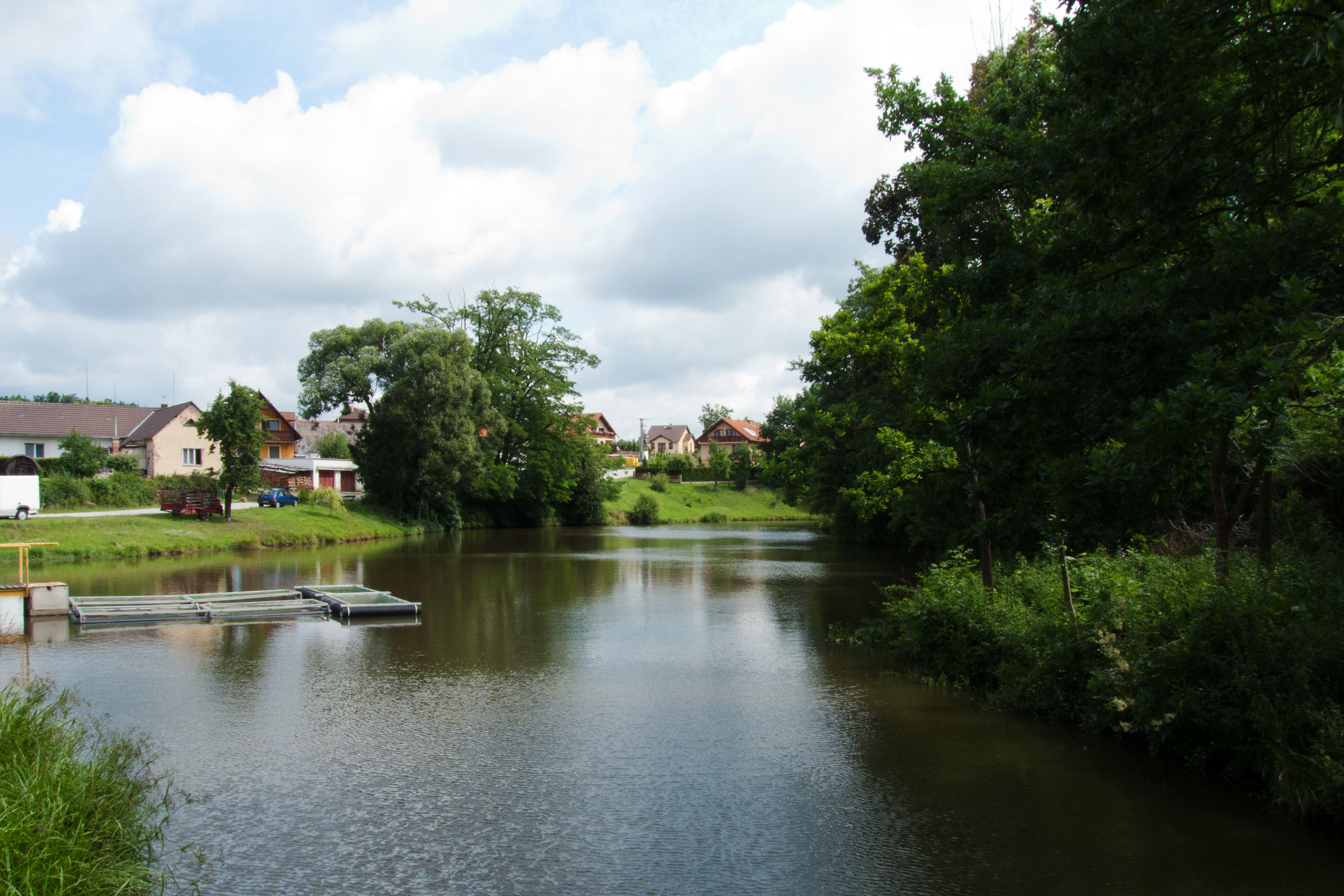
Rybník ve východní části obce
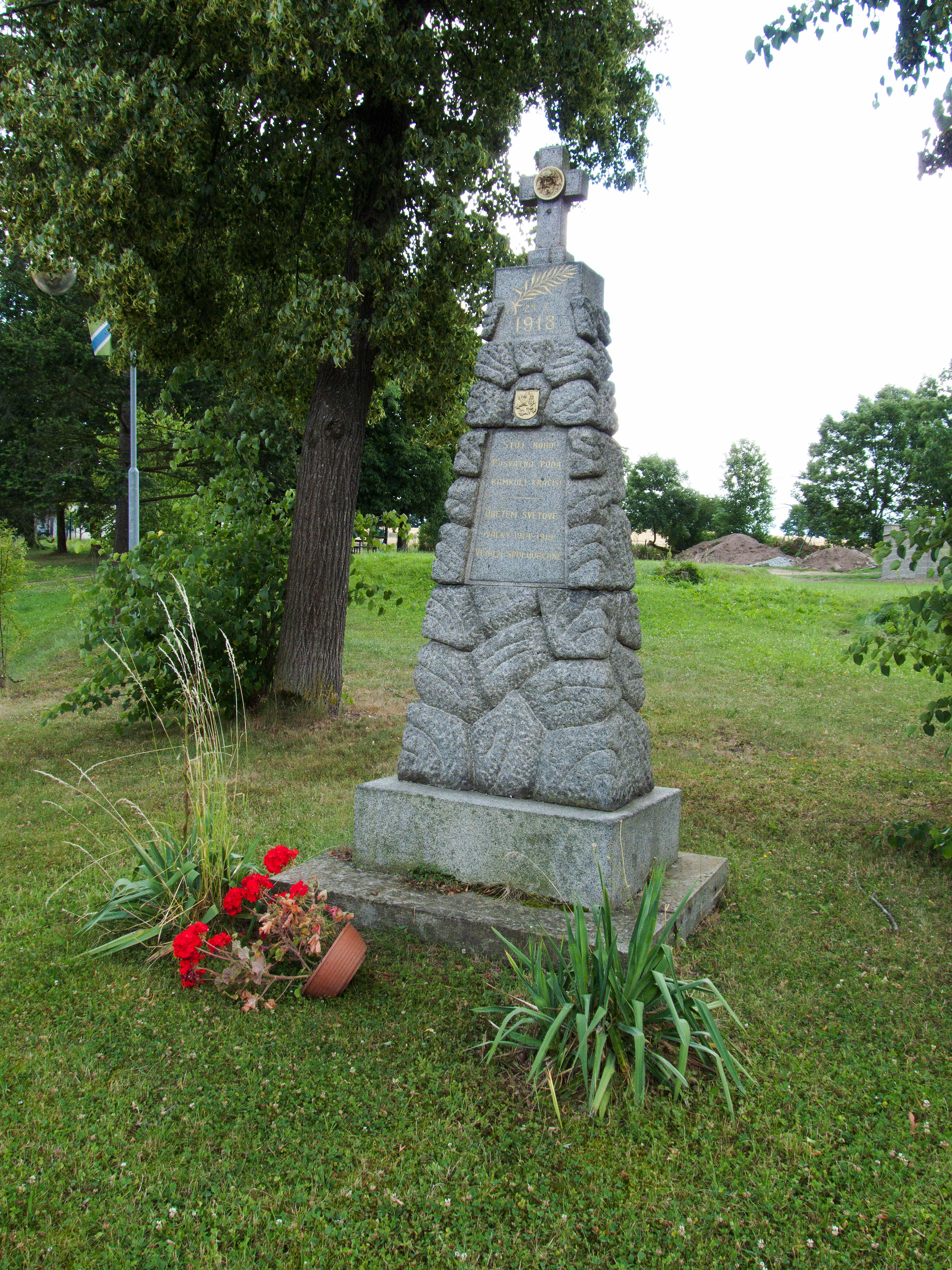
Pomník obětem světových válek
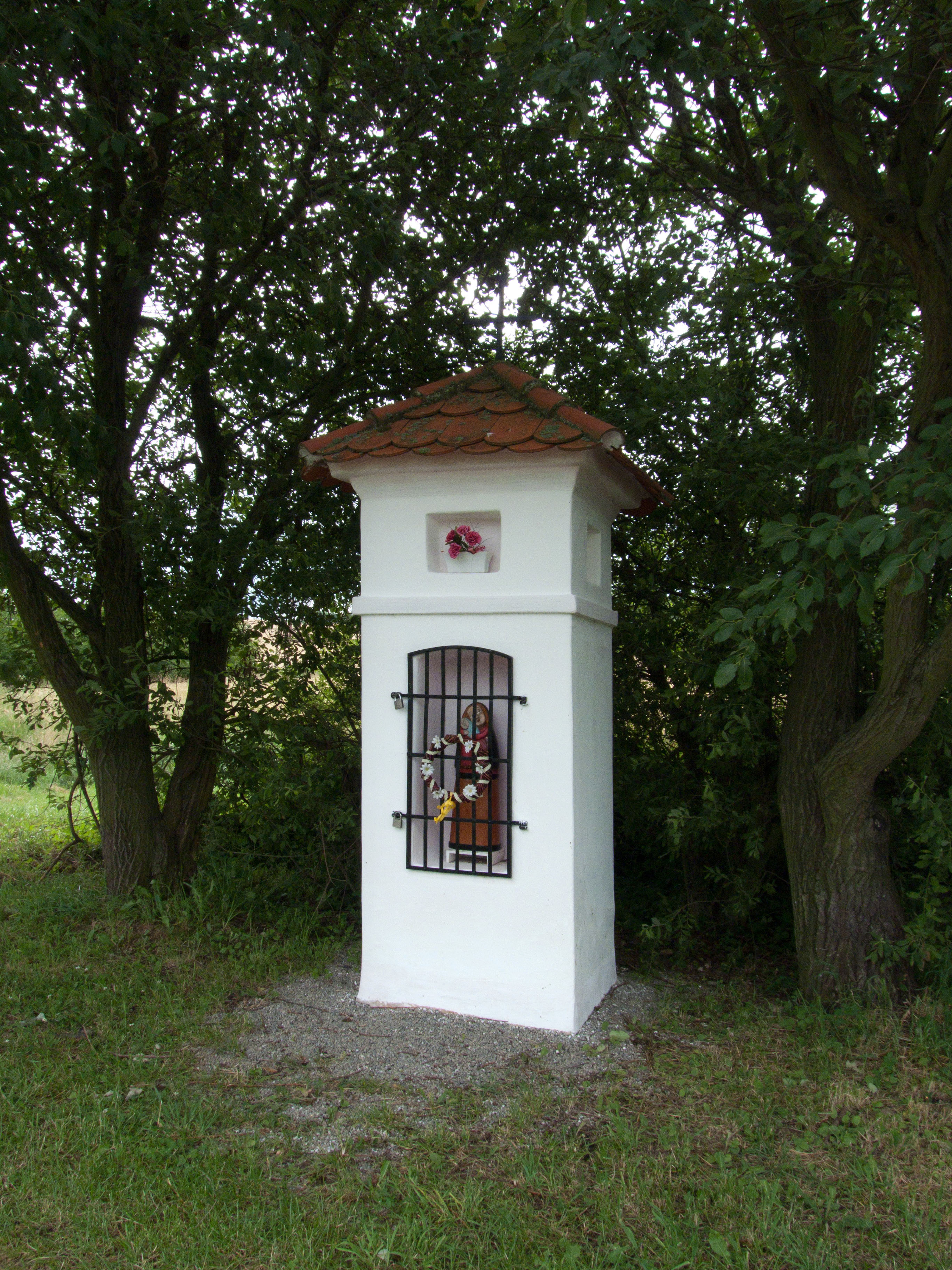
Kaplička při cestě k rybníku Čertík
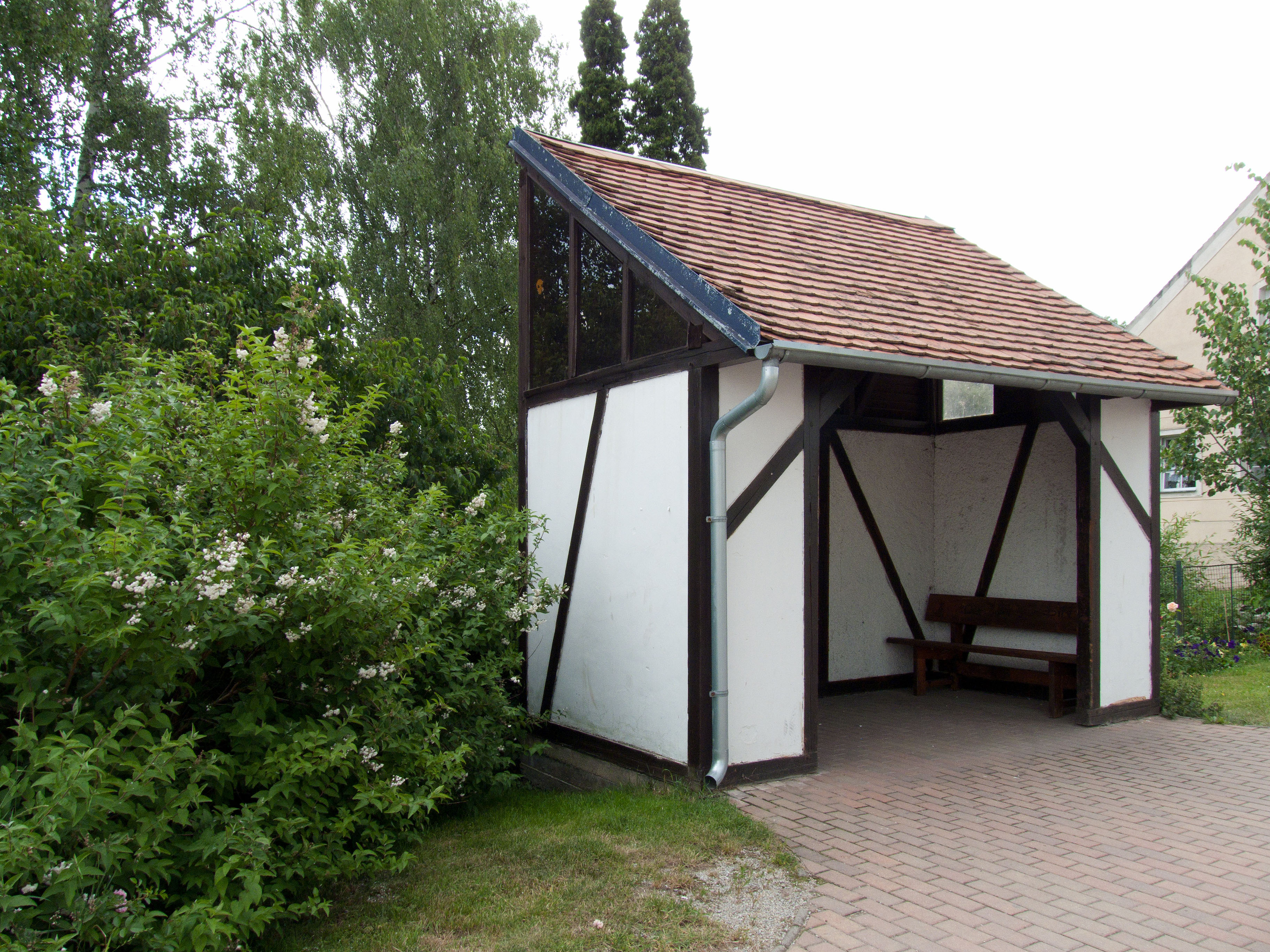
Autobusová zastávka
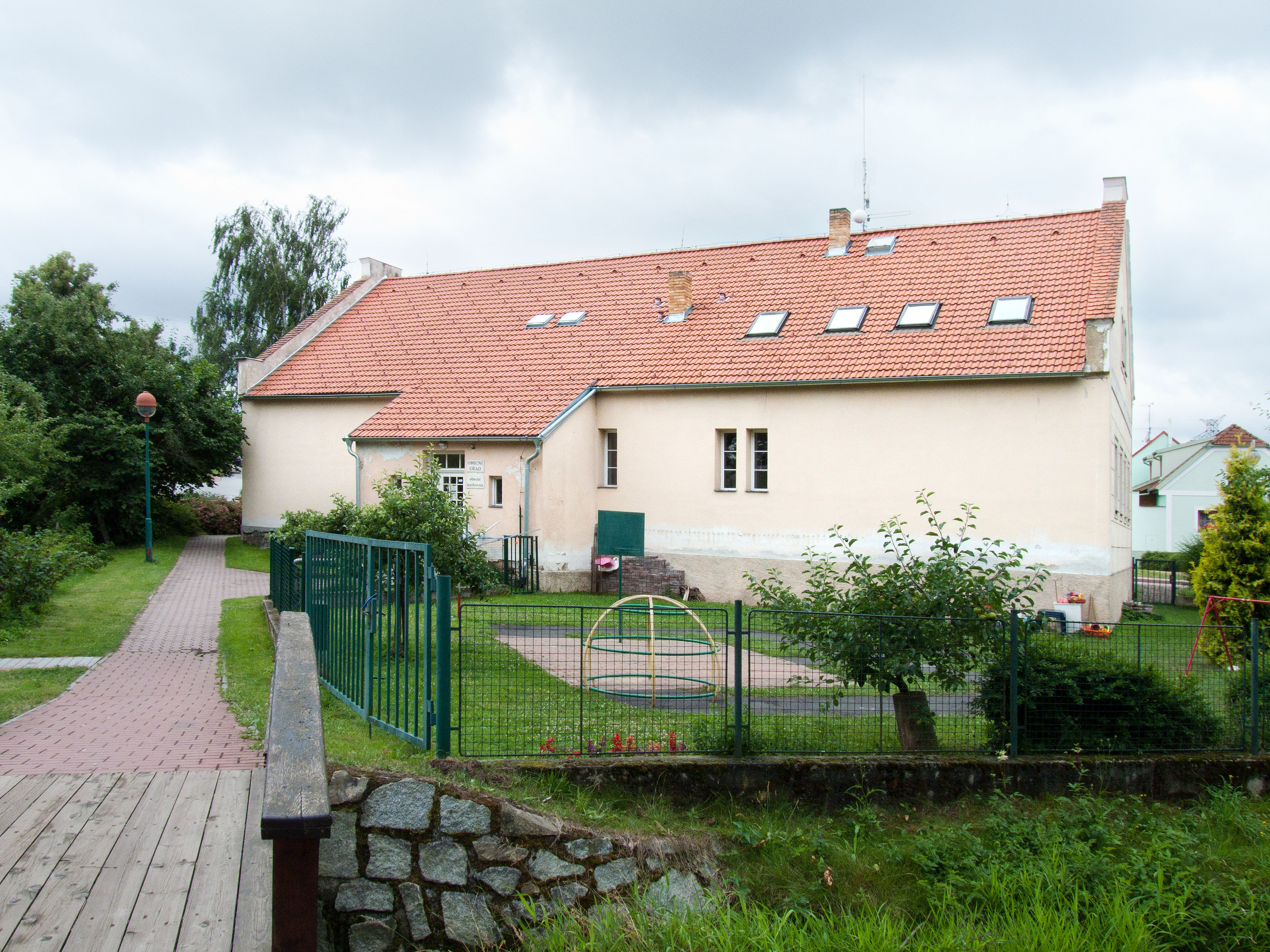
Obecní úřad
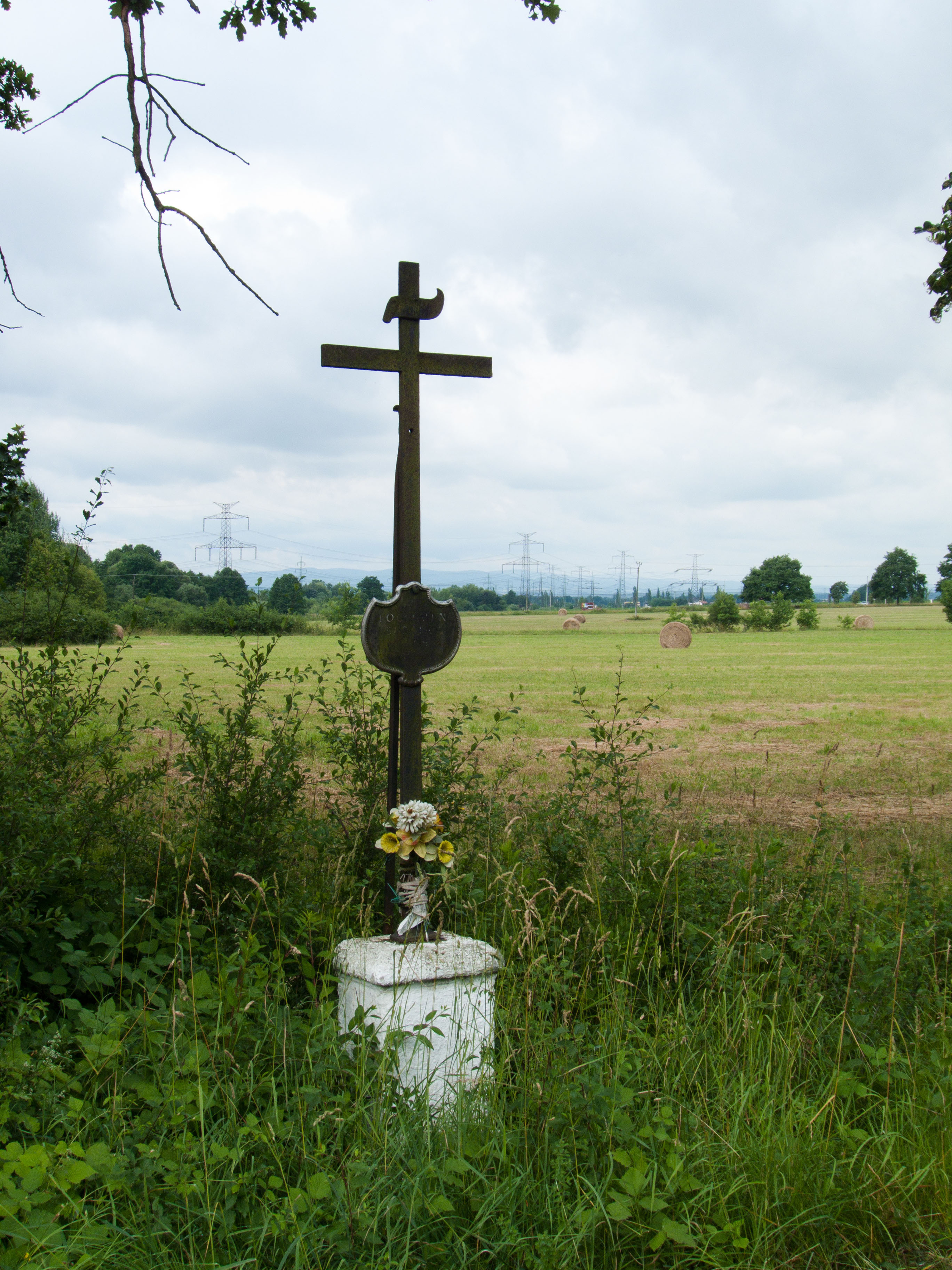
Křížek zu silnice na Borek
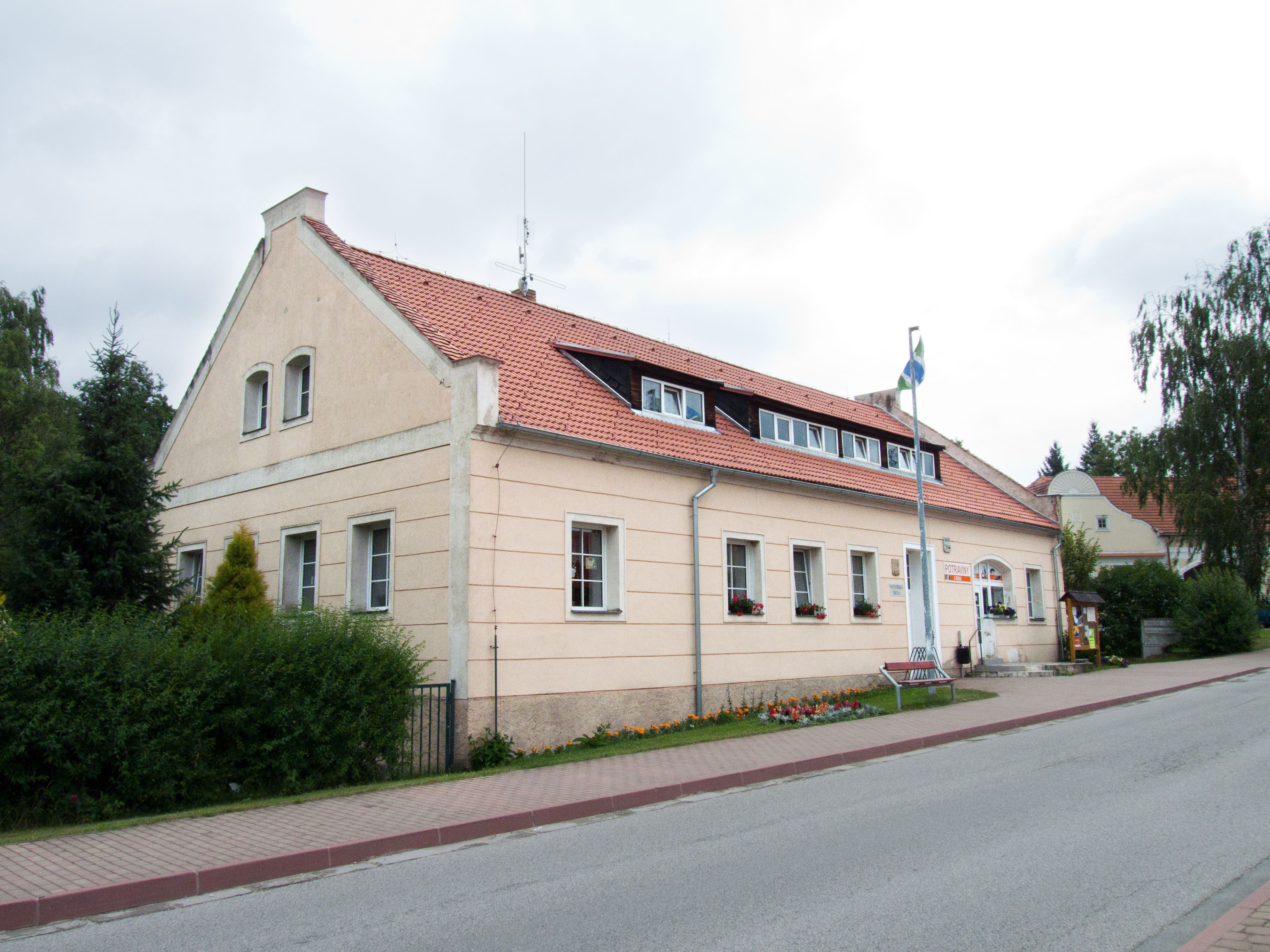
Mateřská škola